# Kanton Saint-Dizier-Sud-Est
Der Kanton Saint-Dizier-Sud-Est war von 1982 bis 2015 ein französischer Wahlkreis im Arrondissement Saint-Dizier, im Département Haute-Marne und in der Region Champagne-Ardenne. Sein Hauptort war Saint-Dizier.

## Gemeinden
Der Kanton umfasste zwei Gemeinden und einem Teil der Stadt Saint-Dizier (angegeben ist hier die Gesamteinwohnerzahl):
| Gemeinde         | Einwohner Jahr | Fläche km² | Bevölkerungsdichte | Code INSEE | Postleitzahl |
| ---------------- | -------------- | ---------- | ------------------ | ---------- | ------------ |
| Chamouilley      | 835 (2013)     | –          | – Einw./km²        | 52099      | 52410        |
| Roches-sur-Marne | 570 (2013)     | –          | – Einw./km²        | 52429      | 52410        |
| Saint-Dizier     | 25.626 (2013)  | –          | – Einw./km²        | 52448      | 52100        |